# Karl Storch
Karl Storch, född 21 augusti 1913 i Fulda, död 19 augusti 1992 i Fulda, var en tysk friidrottare.
Storch blev olympisk silvermedaljör i släggkastning vid sommarspelen 1952 i Helsingfors.